# Aliá Joven

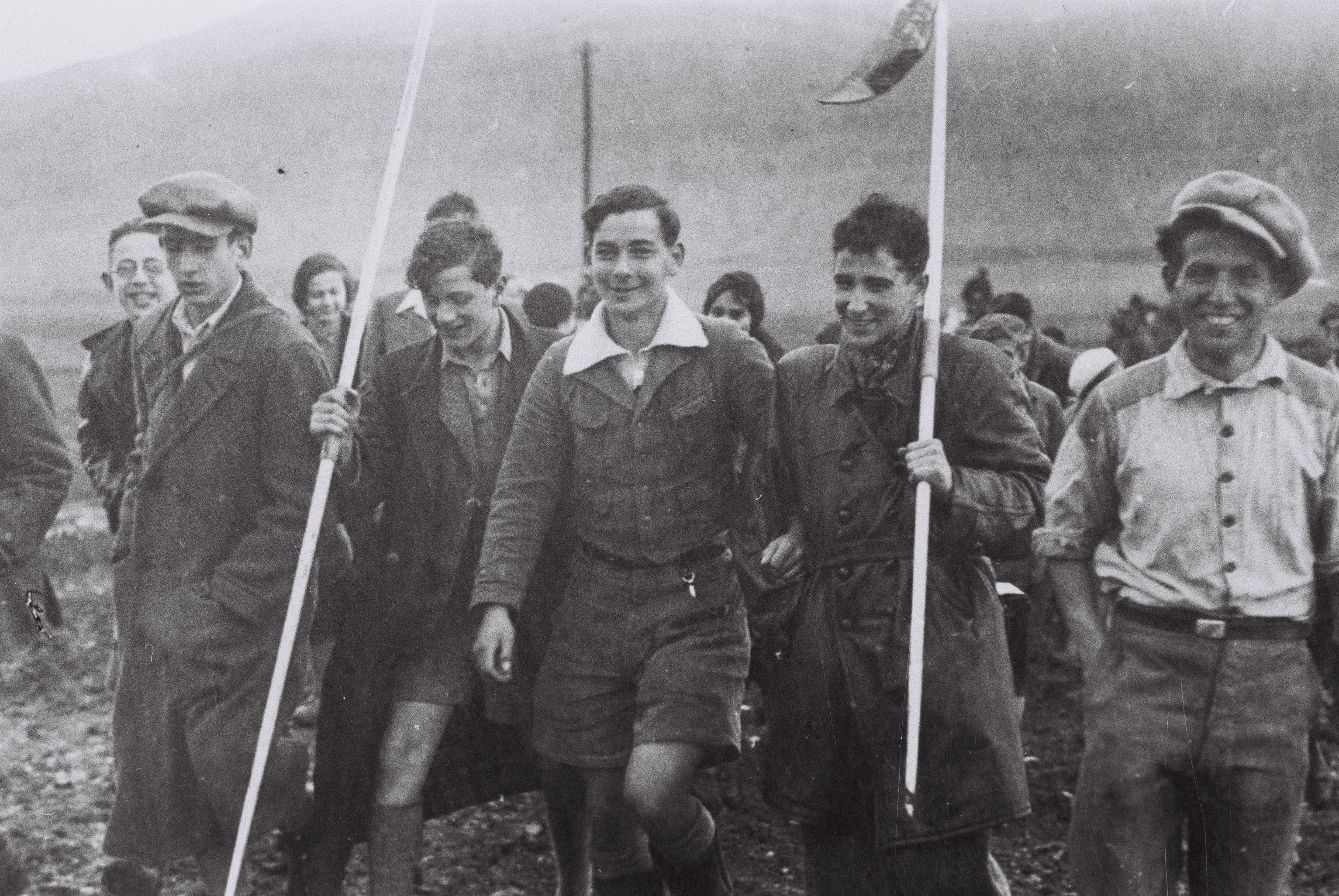
El primer grupo alemán de Aliá Joven dirigiéndose kibutz Ein Harod, 1934

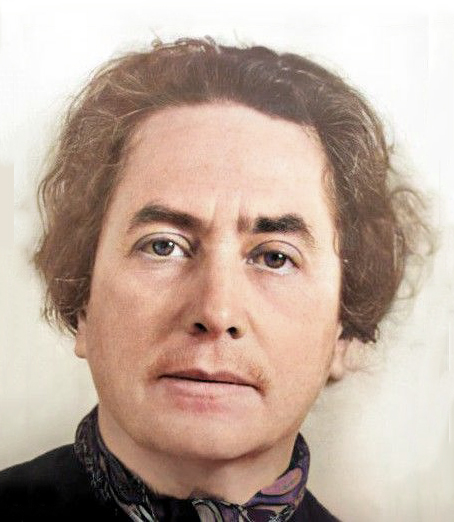
Recha Freier, fundadora de la Aliá Joven (~1964)

Aliá Joven (en hebreo: עלית הנוער‎, romanizado: Inmigración juvenil, lit. 'Aliyat Hano'ar') es una organización judía que rescató a miles de niños judíos de los nazis durante el Tercer Reich. Aliá Joven organizó su reasentamiento en Eretz Israel en kibutzim y aldeas juveniles que se convirtieron tanto en su hogar como en su escuela.

## Historia
Recha Freier, esposa de un rabino, fundó Aliá Joven en Berlín el mismo día que Adolf Hitler tomó el poder, el lunes 30 de enero de 1933. La organización se fundó como un programa de capacitación de estudio y trabajo, pero se convirtió en un medio para rescatar a los niños judíos del creciente régimen nazi. La idea fue apoyada por la Organización Sionista Mundial. Freier supervisó las actividades de la organización en Alemania, y Henrietta Szold, después de oponerse al principio a la iniciativa de Freier, en Jerusalén.
Szold se mostró escéptica sobre los méritos de la propuesta de Freier porque, como responsable de los servicios sociales de la Agencia Judía para todo Eretz Israel, estaba muy presionada por los fondos y se resistía a asumir un nuevo programa no probado para niños judíos alemanes. Recha Freier solicitó al Dr. Siegfried Lehman, fundador y director de Aldea juvenil Ben Shemen recibir 12 niños, recibiendo una respuesta positiva. Henrietta Szold fue informada y cambió de opinión, aceptando organizar y liderar el esfuerzo.
En ese momento, Tamar de Sola Pool, ex presidenta nacional de la Organización Hadassah, y su esposo acababan de completar una visita a Eretz Israel y estaban a punto de regresar a los Estados Unidos. Szold solicitó una reunión y le explicó la decisión de iniciar el gran esfuerzo para la Aliá Joven y que la Sola Pool debe convencer a Hadassah para que lo acepte como un proyecto importante. Ella estaba convencida y, después de convencer a Hadassah, se contactó con el actor y comediante Eddie Cantor, el cual hizo entrega de un cheque por USD 25,000 para comenzar el programa. La Organizacion Hadassah ha seguido siendo el principal apoyo de Aliá Joven hasta el día de hoy.
Con el ascenso de Hitler al poder, se promulgaron las Leyes Raciales de Nuremberg en 1935 y el 31 de marzo de 1936 se cerraron las escuelas primarias alemanas para los niños judíos. Szold coordinó un llamamiento a las comunidades judías de todo el mundo junto con la Agencia Judía.
Después de un breve período de formación en Alemania, los niños de la Aliá Joven fueron incorporados en kibutzim durante dos años para aprender agricultura y hebreo. El kibutz Ein Harod en el valle de Jezreel fue uno de los primeros asentamientos cooperativos en albergar a estos grupos. A muchos de los niños les resultó difícil estar separados de sus familias y, a menudo, se dieron cuenta de las razones de su viaje y de que no regresarían a Europa. Los padres lucharon con la decisión de enviar a sus hijos a Eretz Israel y esperaban reunirse con ellos allí más adelante, sin embargo, muchos fueron asesinados en el Holocausto. Aliá Joven tenía un sistema de cuotas en el que requerían que al menos el 60% de los niños fueran varones, para garantizar que un número considerable pudiera trabajar en las granjas.
Justo antes del estallido de la Segunda Guerra Mundial, cuando los certificados de inmigración al Mandato británico se volvieron difíciles de obtener, los activistas de Aliá Joven en Londres propusieron una solución provisional por la cual grupos de jóvenes recibirían capacitación pionera en países fuera del Tercer Reich hasta que pudieran emigrar a Israel. La inmigración judía facilitada por el Reino Unido, se volvió cada vez más difícil y complicada a medida que la guerra entre Italia y Abisinia avanzaba. A partir de 1936, para apaciguar a los árabes que estaban en contra de la inmigración judía, Gran Bretaña redujo considerablemente el número de inmigrantes a través del programa Aliá Joven. Como resultado, Gran Bretaña cambió la inmigración internamente dentro del Reino Unido. De los aproximadamente 10.000 niños que emigraron a Gran Bretaña bajo los auspicios del programa Kindertransport, algunos tenían la intención de llegar a Eretz Israel con la Aliá Joven en un momento posterior. Después de que esta política británica fuera formulada en noviembre de 1938, facilitó no solo que miles de niños judíos se establecieran en el Reino Unido de forma permanente, sino también que 3.400 se quedaran allí temporalmente de camino a Israel. A medida que la guerra se extendía por Europa, el programa se expandió para salvar a niños de países ocupados como Yugoslavia.
Gran Bretaña continuaría permitiendo que la política exterior afectara su apoyo al programa Aliá Joven, lo que resultó en que la organización salvara a menos niños de la tiranía y la violencia nazis. En 1938, el gobierno británico retiró su anterior apoyo a la Declaración Balfour, limitando su compromiso de crear una patria judía. Mientras el antisemitismo violento se extendía por metástasis en Europa, Gran Bretaña intentó reubicar a 5.000 niños de Alemania en Eretz Israel, en 1939, pero solo 240 niños fueron finalmente trasladados. Los certificados de inmigración otorgados al programa Aliá Joven se volvieron cada vez más difíciles de obtener ya que Gran Bretaña no brindó su apoyo total. La cínica política exterior de Gran Bretaña frenó el programa y no logró salvar a miles de niños del régimen nazi.
A pesar de la disminución del apoyo británico, Aliá Joven tuvo un éxito modesto. Alrededor de 5.600 niños emigraron a Eretz Israel a través del programa. La mayoría de los niños procedían de la Alemania nazi y Austria, ya que unos escasos 139 niños judíos emigraron de Polonia a través del programa, una cifra devastadoramente baja teniendo en cuenta los cientos de miles de niños que quedaron atrás y finalmente fueron exterminados.
Freier experimentó una oposición significativa por parte de la comunidad judía de Alemania, que seguía creyendo que el apaciguamiento y la conformidad eran el mejor camino para los judíos de Alemania. En 1938 fue expulsada de la junta directiva de la organización que había fundado, el Comité de Apoyo a la Juventud Judía, debido a su controvertido uso de métodos ilegales. En 1940 fue denunciada por colegas por agitación antinazi, pero fue advertida a tiempo y logró huir a Eretz Israel, llevándose consigo a 40 adolescentes.
Después de la Segunda Guerra Mundial y el Holocausto, se enviaron emisarios a Europa para localizar a los niños sobrevivientes en los campos de personas desplazadas. Se abrió una oficina de Aliá Joven en París. Los hogares de niños en Europa del Este fueron trasladados a Europa Occidental, la Aliá Joven creía (correctamente) que la inmigración de los países comunistas sería difícil en el futuro.
En total, 5.000 adolescentes fueron llevados a Eretz Israel antes de la Segunda Guerra Mundial y educados en internados de la Aliá Joven. Otros fueron sacados ilegalmente de la Europa ocupada en los primeros años de la guerra, algunos al Mandato británico, otros al Reino Unido y a otros países. Después de la guerra, otros 15.000, la mayoría sobrevivientes del Holocausto, fueron llevados a Israel.
Más tarde, Aliá Joven se convirtió en un departamento de la Agencia Judía. A lo largo de los años, la organización reubicó en Israel a jóvenes del norte de África, Europa central y Oriental, América Latina, Unión Soviética y Etiopía.

## En la actualidad
Youth Aliyah Child Rescue continúa desempeñando un papel en la absorción de jóvenes recién llegados a Israel, particularmente de la ex Unión Soviética y África. Además, la organización ofrece una segunda oportunidad a los jóvenes israelíes que han sido designados 'en riesgo' por las autoridades de cuidado infantil.
Los niños bajo el cuidado de Aliá Joven están alojados en cinco aldeas juveniles en Israel. Las aldeas incluyen escuelas, dormitorios, clunhouses y áreas de juego, y ofrecen apoyo emocional, educación, capacitación para el desarrollo y actividades extracurriculares. Más de 2000 niños han encontrado un hogar y una vida nueva y más significativa a través de la organización.
Los niños provienen de una amplia variedad de entornos y, a menudo, tienen serias dificultades emocionales, psicológicas y de comportamiento. Muchos provienen de familias desfavorecidas, de bajos ingresos o disfuncionales, muy a menudo familias monoparentales. Suelen estar en riesgo debido a la pobreza, el abandono, la violencia doméstica, el abuso sexual, el abuso de drogas o alcohol, las enfermedades mentales, la falta de vivienda o el comportamiento delictivo. Otros niños sufren de cáncer y necesitan cuidados de relevo, mientras que otros provienen de familias que han sido víctimas del terror.
La aldea juvenil Alonei Yitzhak fue fundada en 1948, alberga a 400 jóvenes y enfatiza la música, el teatro y la danza. Neve Hadassah, cerca de Netanya, alberga a 310 jóvenes. Talpiot, en Hadera, alberga a 200 jóvenes. Torah o'Mikzoah, al sur de Hadera, atiende específicamente a los adolescentes religiosos que no pueden encajar en el entorno de una yeshivá de la escuela secundaria. Junto a la educación en la torá, ofrece formación profesional en mecánica e ingeniería de motores. Yemin Orde, cerca de Haifa, alberga a 500 jóvenes. Ha recibido dos veces el Premio del Presidente a la Excelencia en la Educación. Los programas de extensión se llevan a cabo durante los meses de verano. Esta instalación fue destruida por un incendio forestal en 2011 y está siendo reconstruida.

## Premios y reconocimientos
En 1958, Aliá Joven recibió el Premio Israel por su contribución a la educación, siendo la primera vez que el Premio se le otorga a una organización.

## Directores
Los directores de Aliá Joven después del establecimiento del Estado de Israel incluyen a Moshe Kol, Meir Gottesmann (1978–1984), Uri Gordon y Eli Amir.